# 김진철 (희극인)
김진철(1979년 3월 27일 ~ )은 대한민국의 희극인이다.
2005년 5월, 후배 김지환의 허리를 각목으로 폭행한 혐의로 인해 제명되었다.

## 학력
- 을지대학교 의료전산학과 (학사)
- 을지대학교 대전캠퍼스 의료전산학과 (석사)

## 출연작

### 방송
- KBS《개그콘서트》
  - 〈팀명 징크스〉감독님 역
  - 〈앗싸스쿨〉선생님 역
  - 〈슈퍼스타KBS〉박진영 역
  - 〈개그 매니아〉
  - 〈타이즈와 쫄쫄이〉
  - 〈엑스트라〉
  - 〈상구 없다~〉
  - 〈깜빡 홈쇼핑〉김깜빡 역
  - 〈뻐꾸기 위원회〉
  - 〈사오정 친구들〉
  - 〈지구를 지켜라〉
  - 〈봉숭아학당〉깜빡이 역
  - 〈김병만의 역사스페셜〉
  - 〈A-YO〉랩퍼 깜빡 역
  - 〈히어로(Hero)〉
  - 〈노력의 결정체〉아버지 역
  - 〈갑을컴퍼니〉침부장 역
  - 〈오성과 한음〉오성 역
  - 〈엔젤스〉팬클럽 회원 역
- KBS《개그스타》
  - 〈도개걸즈〉
  - 〈걸쌍〉
  - 〈소인국〉
- KBS《쇼! 행운열차》
  - 〈제17대 어전회의〉
  - 〈TV쇼 진품유사품〉
- tvN 《Comedy X-1》

### 영화
- 2003년 《갈갈이 패밀리와 드라큐라》

### CF
- 2004년 ~ 2005년 LG 유플러스 08217
- 2005년 페리카나 페리윙

## 유행어
- 아~! 깜빡했다!(봉숭아학당)
- 안녕하세요. 깜빡홈쇼핑의 김깜빡...(깜빡홈쇼핑)
- 정말 갑갑하다.(갑을컴퍼니)
- 뺐을까?(오성과 한음)

## 수상
- 2004년 KBS 연예대상 코미디부문 최우수코너상

## 같이 보기
- 황현희
- 김병만
- 정형돈